# Saburō Murakami
Saburō Murakami (jap. 村上三郎 Murakami Saburō; ur. 1925 r., zm. 1966 r.) − japoński artysta, uczeń Tsuguro Ity (1949 r.), członek założonej w 1952 r. przez Akira Kanayamę, Kazuo Shiragę i Atsuko Tanakę awangardowej grupy Zero, która w 1955 r. przyłączyła się do grupy Gutai. 